# Сент Клерсвил (Пенсилванија)
Сент Клерсвил (енгл. St. Clairsville) град је у америчкој савезној држави Пенсилванија.

## Демографија
По попису из 2010. године број становника је 78, што је 8 (-9,3%) становника мање него 2000. године.
| Група             | 2000.      | 2010.      |
| Белци             | 84 (97,7%) | 73 (93,6%) |
| Афроамериканци    | 0 (0,0%)   | 1 (1,3%)   |
| Азијати           | 0 (0,0%)   | 0 (0,0%)   |
| Хиспаноамериканци | 0 (0,0%)   | 1 (1,3%)   |
| Укупно            | 86         | 78         |